# Johann Gustapfel
Johann Gustapfel (* 29. August 1807 in Schondorf am Ammersee; † 16. Januar 1867 in München) war ein deutscher Former, Schmelzer und Autor.

## Leben
Johann Gustapfel ließ sich 1837 in Neuhausen (heute Stadtteil von München) einbürgern. In Neuhausen lag auch die Königliche Erzgießerei in München, in der er als Former und Schmelzer ab 1837 tätig war. Im selben Jahr heiratete er die Maurerstochter Anna Hoermann (1812–1869). Drei Kinder wurden dem Paar geboren (Johann 1838–1858; Anna 1843–1920; Maria 1848–1856). Nur die Tochter Anna, verehelichte Bernauer, hat die Eltern überlebt. 1847 kaufte das Ehepaar ein Haus an der äußeren Karlstraße (heute Karlstraße 116). 1855 kaufte es einen Garten an der Nymphenburger Straße.
Im Auftrag von Ferdinand von Miller schrieb Gustapfel 1861–1863 die „Aufzeichnungen über die Geschichte der Königlichen Erzgießerei in München“. Dieser Auftrag verrät Millers besonderes Vertrauen zu Gustapfel.

## Arbeit
Gustapfel arbeitete mit den Bildhauern Ludwig Schwanthaler und Bertel Thorvaldsen. Er war unter anderem der Former und Schmelzer der Bavaria-Statue in München, der Former des Reiterstandbildes des Kurfürsten Maximilian von Bayern (Wittelsbacherplatz in München), der Former des Schiller-Denkmals (Schillerplatz in Stuttgart).